# Азрікан Арнольд Григорович
Арнольд Григорович Азрікан (23 лютого 1906, Одеса — 19 липня 1976, Москва) — український і молдовський оперний співак (драматичний тенор), соліст оперних театрів Києва, Одеси, Харкова, викладач. Заслужений артист України (1940). Лауреат Сталінської премії (1946).

## Життєпис
Вокальну освіту здобув у Одеській консерваторії (1926—1929, клас Ю. Рейдер). Удосконалювався з іспанським педагогом Карло Барреро (Харків, 1931—1933). Почав співати як соліст 1928 року на сцені Одеського театру. Пізніше співав у Харківському театрі опери та балету (1930—1934). Коли 1934 року столиця України була перенесена з Харкова до Києва, Арнольда Азрікана було запрошено співати на сцені оперного театру Києва та, разом з Ю. Кипоренко-Доманським, він був провідним тенором (1934—1943).
Співав вистави у театрах українською мовою. Виконував також українські народні пісні та записав на грамплатівку дві українські пісні.
Виступав на сценах оперних театрів Свердловська (1943—1951), Баку (1951—1956), знову Одеси (1956—1959), Кишинева (1963—1964). У 1964—1976 — викладач Молдавської консерваторії.
Великий успіх мав у партіях Отелло («Отелло» Верді), Германа («Пікова дама» Чайковського), Радамеса («Аїда» Верді), Каніо («Паяци» Леонкавалло), Хозе («Кармен» Бізе), Йонтека («Галька» Монюшка), Самозванця («Борис Годунов»), Каварадоссі («Тоска» Пуччіні), Де Гріє («Манон Леско» Пуччіні), Собінін («Життя за царя» Глінки).
Азрікан створив багато яскравих образів в української оперній класиці: Андрій («Запорожець за Дунаєм» Гулака-Артемовського), Петро («Наталка Полтавка») та Андрій («Тарас Бульба») Лисенка, Годун («Розлом» Фемеліді), Хлопуша («Орлиний бунт» Пащенка).

## Факт з біографії
У 1933 році, під час короткого контракту з Хабаровським музичним театром, був заарештований за статтею 58-10 Кримінального кодексу за відмову продовжувати спектакль радянського композитора М. Фемеліді «Розлом» на неопалювальній сцені театру. Після довгих допитів і обшуків справу було припинено за недоведеністю. Реабілітований 21 червня 2001.

## Цікаві факти
За свідченнями солістки Одеської опери Мелітіни Лозинської, в середині 1930-х років італійський педагог Карло Баррера консультував одеських співаків, серед яких, зокрема і Арнольда Азрікана.
1939 року Азрікана було запрошено співати на одній з перших пробних передач українського телебачення.
12 лютого газета «Правда» повідомляла: «Учора ввечері після технічних випробувань відбулася передача з Київського телецентру, будівництво якого було завершено днями. У студії телебачення виступали соліст київської опери тов. Азрікан і скрипаль київського радіокомітету тов. Басов. Зображення передавалося через радіостанцію РВ-9, а звуковий супровід — через радіостанцію РВ-87. Передача тривала 15 хвилин. Апаратура працювала безвідмовно».